# Arachniodes simplicior
Arachniodes simplicior là một loài thực vật có mạch trong họ Dryopteridaceae. Loài này được (Makino) Ohwi miêu tả khoa học đầu tiên năm 1962.

## Hình ảnh

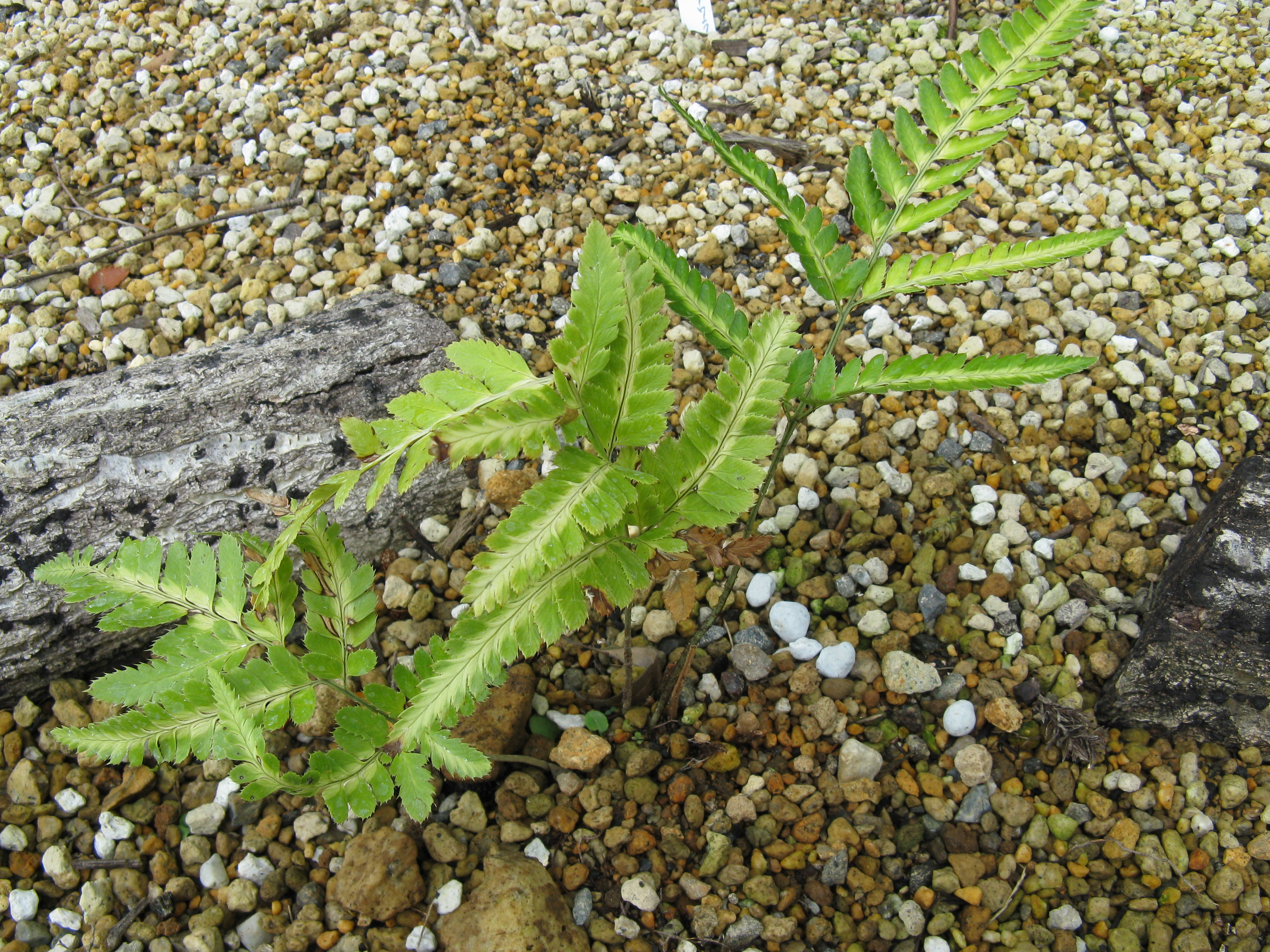
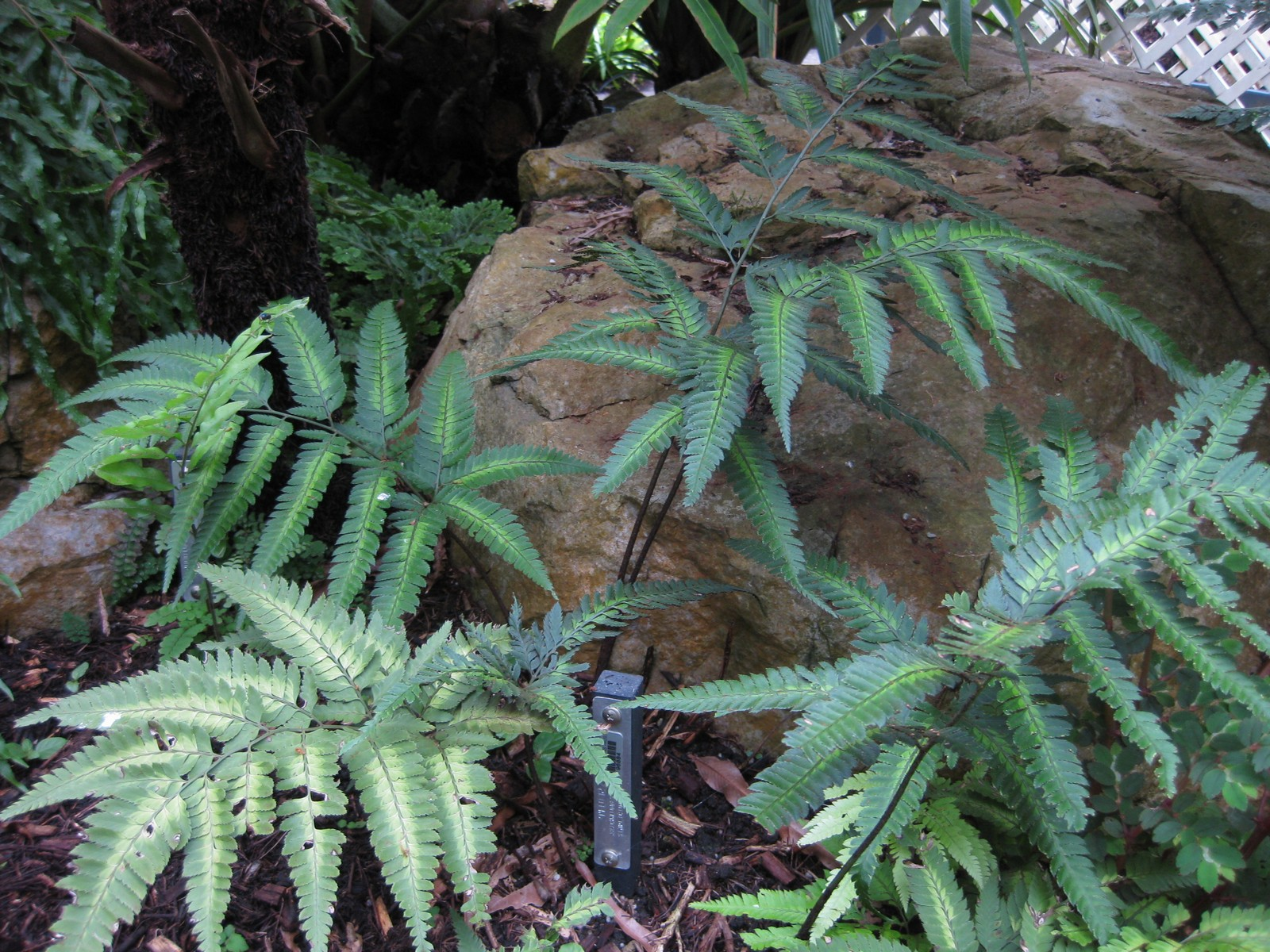
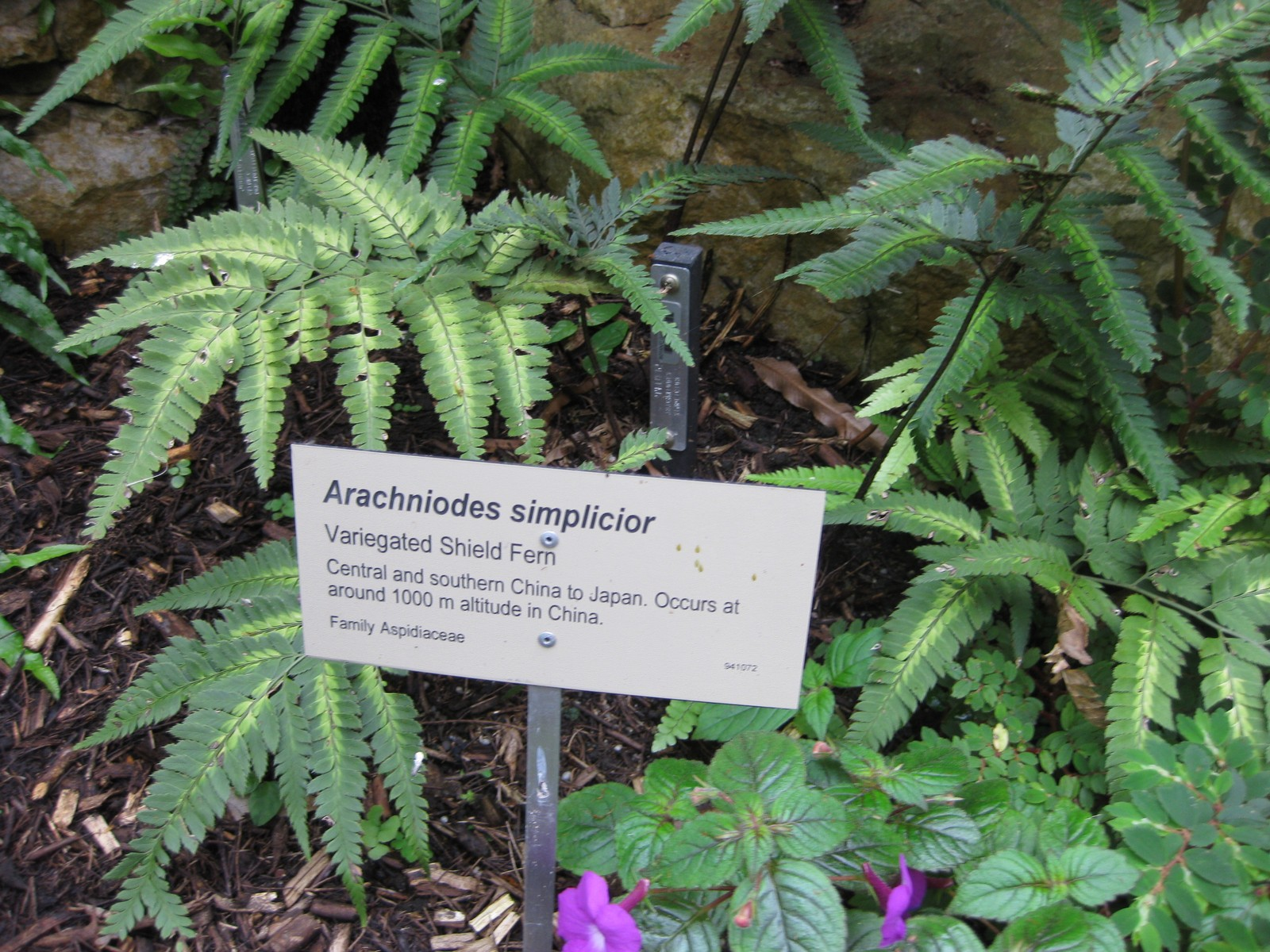
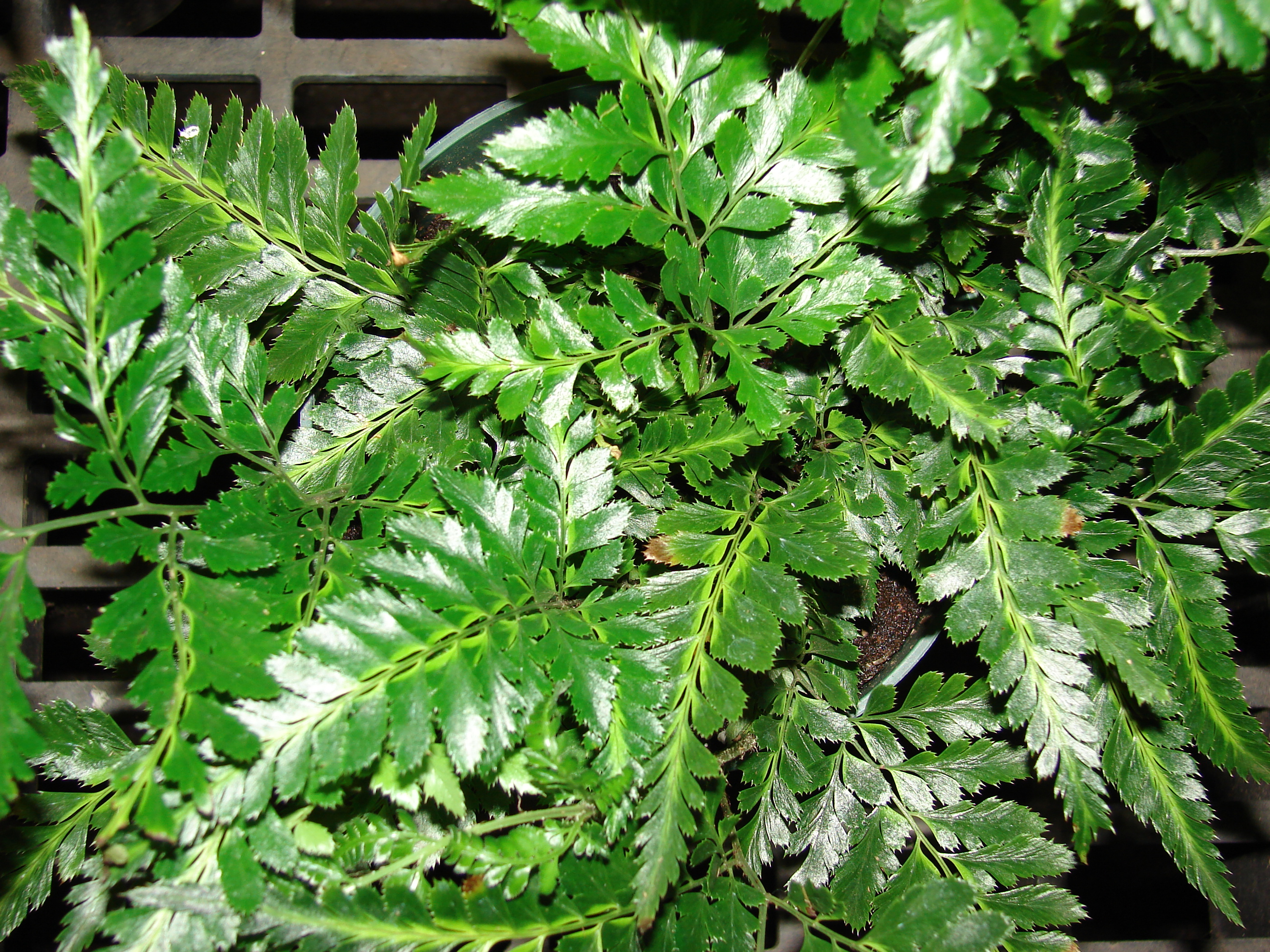